# Utah State Route 128
Die Utah State Route 128 (kurz UT 128) ist eine 71 Kilometer lange State Route im US-Bundesstaat Utah. Sie fängt nahe Moab am U.S. Highway 191 an und endet bei Cisco an der Interstate 70. Sie folgt dem Colorado River und führt durch eine enge, kurvenreichen Straße mit hohen roten aus Sandstein bestehenden Felswänden. In der Umgebung wurden schon viele Westernfilme gedreht. Von den Einheimischen wird sie River Street genannt. 
Am 6. April 2008 wurde die Dewey Bridge durch einen Brand zerstört. Die 153 Meter lange und 3,1 Meter breite Brücke führte über den Colorado River und wurde 1916 errichtet. Sie war damals die zweitlängste Hängebrücke in den Vereinigten Staaten westlich des Mississippi.